# Stylidium longissimum
Stylidium longissimum är en tvåhjärtbladig växtart som beskrevs av Anthony R. Bean. Stylidium longissimum ingår i släktet Stylidium och familjen Stylidiaceae. Inga underarter finns listade i Catalogue of Life.